# Estonská církev
Estonská církev, také Estonská evangelická luteránská církev (estonsky: Eesti Evangeelne Luterlik Kirik) je luterská církev, působící v Estonsku. V roce 2014 měla 143 895 členů.
Estonská církev se hlásí k teologii Martina Luthera a luterské reformace. Hlásí se k tzv. luterské katolicitě (duchovní nosí ornát nebo albu se štolou a jiné). Estonská církev ordinuje duchovní v apoštolské posloupnosti, kterou má od Finské církve. Zachovala si kněžský úřad v třech stupních: jáhen, kněz, biskup. V morálních otázkách je konzervativní, ale na rozdíl od Lotyšské církve ordinuje také ženy. Dělí se na tři diecéze: arcidiecéze Tallin (arcibiskup Urmas Viilma), diecéze západního a severního regionu (biskup Tiit Salumäe) a diecéze jižního regionu (biskup Joel Luhamets).